# Société libre pour l'étude psychologique de l'enfant
La Société libre pour l'étude psychologique de l'enfant est une association créée en 1899 par Ferdinand Buisson. Elle fut le laboratoire des recherches psychopédagogiques du psychologue Alfred Binet avant de devenir un des lieux de développement de la recherche psychopédagogique en France. Elle poursuit aujourd'hui ses activités de promotion de la mémoire et des travaux d'Alfred Binet, ainsi que la valorisation des recherches en histoire de la psychologie et en sciences de l’éducation sous le nom de Société Binet-Simon. Elle publie toujours son bulletin, créé en 1899 par Binet, désormais sous le titre Recherches & Éducations.

## Historique
C’est sous le nom de Société Libre pour l’Étude Psychologique de l’Enfant que la Société est née en 1899 sous l'influence de Ferdinand Buisson (1841-1932). Alfred Binet qui la rejoint dès la fin de l'année 1899 et s'y impose rapidement comme un moteur. Il est nommé vice-président en 1901 puis président en 1902, poste qu'il occupera jusqu'à son décès en 1911. Sous son influence, la Société se développe autour de la formation psychologique des instituteurs et des recherches psychopédagogiques. La société rassemble alors essentiellement des fonctionnaires de l'instruction publique et des intellectuels de divers institutions. Elle s'organise rapidement comme une société scientifique en publiant un bulletin régulier et en créant des commissions de travail afin de mener à bien les recherches pour lesquelles elle a été mise sur pied. Ces commissions jouèrent un rôle central dans le développement de l'Échelle métrique de l’intelligence. 
À la mort de Binet, la présidence est assurée, pendant un court intérim, par Ferdinand Buisson, avant d'être reprise par Théodore Simon (1873-1961) qui en sera le président jusqu'à son décès. Renommée Société Alfred Binet en 1917, elle poursuit alors son œuvre de valorisation de la recherche psychopédagogique en assurant notamment la parution régulière du Bulletin (sauf entre 1940-1944) de même que les travaux du laboratoire de la rue de la Grange aux Belles fondé par Binet et Victor Vaney en 1905. Elle gère également la diffusion des tests Binet-Simon. 
À partir des années 1935, elle connaît un certain ralentissement d’activité, mais la Société continue néanmoins à favoriser les travaux de psycho-pédagogie français, permettant notamment par son support, la mise en place technique, épistémologique et statutaire de l’orthophonie par celle qui était alors sa vice-présidente, Suzanne Borel-Maisonny.
En 1961, quelques mois avant son décès, le Docteur Simon confie au Pr. Léon Husson de l’Université de Lyon la gestion de la Société. Lui donnant le nom de Société Alfred Binet et Théodore Simon, Husson assurera la poursuite des recherches et le bon fonctionnement de la Société jusqu'en 1977.
En 1977, le Pr Guy Avanzini lui succède à la présidence, travaillant à valoriser la mémoire et l’œuvre d’Alfred Binet, tout en favorisant également, notamment grâce à sa revue (aujourd’hui nommée Recherches & Éducations), les recherches actuelles sur l’éducation et la psychologie. 
Depuis le 13 septembre 2013, le philosophe Bernard Andrieu en devient le président (Guy Avanzini étant désormais président d'honneur).

## Activités
La Société publie depuis 1899 une revue, aujourd'hui intitulée Recherches & éducations. Elle organise également régulièrement des colloques et journées d'étude sur Alfred Binet ou sur les recherches en sciences de l'éducation. Elle poursuit en outre son travail de mémoire de l'oeuvre d'Alfred Binet. 
En 2015, elle a ainsi créé le fonds d'archives Alfred Binet à la Bibliothèque nationale de France en déposant les archives familiales dont elle était le dépositaire depuis 2009 et le décès des petites-filles du psychologue. 
Depuis 1960, la Société publie en outre les archives du psychologue, que ce soit sous la forme de volumes de correspondances, de reproduction d'inédits ou de numéros hommages. En 1995, elle avait ainsi soutenu la publication du manuscrit inédit de Binet sur la perception extérieure. En 2011, à l'occasion du centenaire de la mort du psychologue, elle a également publié ses Notes sur l'étude expérimentale de l'intelligence ainsi que le journal de sa fille Madeleine Binet. 

## Fonctionnement actuel
Le bureau actuel est ainsi composé : 
- Bernard Andrieu (président)
- Serge Nicolas (vice-président)
- Jacqueline Descarpentries (vice-présidente adjointe)
- Xavier Riondet (trésorier)
- Alexandre Klein (secrétaire)